# 应义斌
应义斌（1964年3月—），浙江大学副校长、教授，主要从事农产品品质与安全快速检测技术和机器人方面的研究工作。担任《农业工程学报》副主编和《农业机械学报》编委，入选中华人民共和国教育部2008年度"长江学者"特聘教授。